# 观音镇 (镇巴县)
观音镇，是中华人民共和国陕西省汉中市镇巴县下辖的一个乡镇级行政单位。

## 行政区划
观音镇下辖以下地区：
小南海村、大市川村、马家营村、星子河村、楮河村、泗溪河村、桃树湾村、八角庙村、田家坝村、金竹村、桥沟村、米家坝村、金针坝村、茶垭村、小里沟村和继丰村。